# República Socialista Soviética de Persia
La República Socialista Soviética de Persia (más conocida como la República Soviética de Guilán) fue una efímera República soviética localizada en la actual provincia iraní de Guilán, que duró desde 5 de junio de 1920 hasta 2 de noviembre de 1921. Fue fundada por Mirzá Kuchak Jan (líder del Movimiento Constitucionalista de Guilán) y su movimiento yangalí («del bosque»), con la ayuda del Ejército Rojo.

## Antecedentes
El movimiento yangalí que se había iniciado en 1914 obtuvo un gran impulso después de la victoria de la Revolución en Rusia. El 18 de mayo de 1920 la Flota Soviética del Caspio dirigida por Fiódor Raskólnikov y Sergó Ordzhonikidze entró en el mar Caspio hacia el puerto de Anzali. Eran 15.000 soldados rojos. Oficialmente, esta misión tenía por objetivo seguir desde Rusia los buques con municiones del Ejército Blanco del general Antón Denikin, al que le habían dado asilo los británicos en dicho puerto. La guarnición británica de 2.500 hombres al mando del brigadier Hugh Bateman-Champain en Anzali pronto se replegó sin ningún tipo de resistencia y fueron enviadas a recuperar Manjil. Esta operación provocó pánico en Teherán, un miedo a que los bolcheviques planeaban anexar a Irán a su Estado.

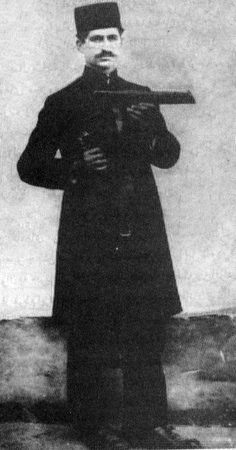
Mirzá Kuchak Jan

Ante el conflicto entre su movimiento y el Imperio británico y las fuerzas del Gobierno central persa, Kuchak Jan consideró varias opciones, entre ellas la de solicitar el apoyo de los bolcheviques, cuando un año antes él viajó a pie a Lenkoran para reunirse con ellos, pero en el momento en que llegó a esa ciudad las fuerzas revolucionarias ya se habían visto obligados a retirarse.
Entre los yangalíes había muchos que consideraban a los bolcheviques la solución a los problemas compartidos tanto por Rusia como por Irán: la dominación de clases y del Estado imperial. Ehsanollah Jan, el segundo al mando de Kuchak Jan, se convirtió al comunismo y bregó para una alianza con los bolcheviques. Kuchak Jan, aunque vacilante y cauteloso hacia esta idea debido a sus convicciones religiosas y nacionalistas, aceptó el acuerdo con los bolcheviques.
Esta cooperación con los revolucionarios rusos se basó en varias condiciones, incluyendo la fundación de una República bajo la dirección de Kuchak Jan y la ausencia de intervención directa por parte de los soviéticos en los asuntos internos de esa República. Los soviéticos enviaron como apoyo municiones y soldados. Mirzá se ofreció a pagar por la munición soviética, pero negó cualquier pago hacia las suyas.

## Proclamación oficial de la República

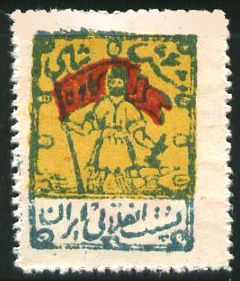
Estampilla de 1920 de la República Soviética de Guilán.

En junio de 1920, la República Soviética de Guilán, oficialmente nombrada como República Socialista Soviética de Persia, entró en vigor. La nueva República no distribuyó tierras a los campesinos pobres, lo que se consideró como una posición conservadora por los miembros más radicales del movimiento yangalí. Por lo tanto, surgieron desacuerdos entre Kuchak Jan y su grupo de asesores, por un lado, y los soviéticos y el Partido Comunista de Irán, por el otro.
El 9 de junio de ese año, Kuchak Jan fue derrocado debido a su postura en contra del enfrentamiento directo, aun cuando la guerra abierta contra el gobierno central persa ya era un hecho. El nuevo gobierno, en virtud de Ehsanollah Jan pero bajo la influencia de Batyrbek Abúkov (Батырбек Абуков, comisario del Partido Comunista de la Unión Soviética) empezó una serie de actividades radicales como la lucha contra la propaganda religiosa, expropiación de tierras, etc.
Elementos reaccionarios caracterizaron estas medidas simplemente como una injerencia de Rusia en la región, y la clase media se dividió en dos por el nivel de violencia, expropiaciones, y los vínculos entre la República y el gobierno central soviético. La República también perdió el apoyo de la población en general debido al extremadamente alto número de refugiados de guerra que comenzaron a inundar las ciudades, lo que derivó en un importante problema económico.

## Caída de la República
Kuchak Jan, en sus esfuerzos por resolver los desgarradores conflictos, envió una petición a través de dos de sus hombres a Lenin, quien no tomó una resolución sobre el caso. En 1921, después de que el acuerdo alcanzado entre la Unión Soviética y Gran Bretaña, los rusos decidieron no seguir apoyando a la República Soviética de Guilán, en vista de que la Revolución Mundial había fracasado y preferían resguardar al menos las conquistas obtenidas en la URSS. Se firmó un Tratado de Amistad entre la URSS y el gobierno central persa, garantizando las relaciones pacíficas entre los dos países y que dio lugar a la retirada de las fuerzas soviéticas de Guilán.
Tras un golpe de Estado del general Mirpanch Reza Jan, las fuerzas militares del Estado se disolvieron y la República Soviética de Guilán llegó a su fin oficialmente en noviembre de 1921.